# Macledium plantaginifolium
Macledium plantaginifolium là một loài thực vật có hoa trong họ Cúc. Loài này được (O.Hoffm.) S.Ortiz mô tả khoa học đầu tiên năm 2001.